# Jean Bodin
Jean Bodin (Angers, 1530 - Laon, 1596) fou un filòsof, politòleg i jurista francès, membre del Parlament de París i professor de Dret a Tolosa.
Nascut en el si d'una família benestant, és conegut per la seva formulació d'un concepte modern de sobirania. En les seues teories defensa la sobirania sobre la base del dret diví dels reis i la defensa i formació de l'absolutisme.
Va influir en la història intel·lectual d'Europa mitjançant la formulació de les seves teories econòmiques i els principis de bon govern. A més, va ser advocat de la tolerància religiosa en un moment especialment intolerant. Sovint se'l cita dient Il n'est de richesses que d'hommes ('No hi ha més riqueses que els homes').
Bodin va viure durant la Reforma, i la seua escriptura està en el context dels conflictes civils i religiosos, en particular que, en la seua França natal, entre els (calvinistes) hugonots i l'estat secundat per l'Església Catòlica. Ell és catòlic al llarg de la seva vida, però va ser crític de l'autoritat papal i va ser a vegades acusat de criptocalvinisme. Cap al final de la seva vida va escriure un diàleg entre diferents religions, inclosos els representants del judaisme, l'islam i la teologia natural, en la qual tots estan d'acord per a conviure en concòrdia.
La seua obra és molt polèmica, i ja des de la seua època té fervents seguidors i detractors totals. Entre els seus llibres es divideix l'opinió d'alguns escriptors francesos que estaven plens de lloances, mentre que els detractors, en critiquen la metodologia.

## Biografia
Contemporani de Michel de Montaigne i de Nostradamus, Jean Bodin va néixer de manera molt versemblant a Angers el 1529, en el si d'una família burgesa. Era el fill d'un fabricant amb taller per a fer vestits i jaquetes. En la seva joventut, rep una formació al convent dels Carmelites a Angers on és rebut com a novell, després va a París, on segueix els cursos de la universitat i del Col·legi de França, impregnant-se també d'escolàstica medieval més que de l'humanisme del Renaixement.
A partir de 1549, és alliberat dels seus vots monacals. És possible que l'haguessin vinculat a alguna heretgia el 1547/1548 i que s'hagués de desplaçar a la Ginebra calvinista: en els dos casos, es troba rastre del seu nom, però es podria tractar d'homònims, en ser un nom dels més comuns.
Per contra, sembla cert que hagi estudiat i hagi ensenyat dret romà a la universitat de Tolosa de Llenguadoc en la dècada de 1550. Guanya una plaça per anar a París el 1561, mentre que comença a França el terrible període de les guerres de religió, i ell hi acostuma a participar com a advocat.
Hi redacta la seva primera obra important, el «Methodus ad facilem historiarum cognitionem» (el Mètode de la Història), que publicarà el 1566, i gràcies a l'èxit se'n farà una segona edició augmentada el 1572. Fent referència explícitament a «La República» de Plató, es proposa de recercar i de comprendre, a través de la Història, les millors lleis per tal d'inspirar-s'hi i formular una teoria per a l'Estat.
Jean Bodin va tenir el favor d'Enric III de França que el va fer escollir diputat en els Estats Generals de Blois (1576-1577) convocades pels conflictes religiosos, essent ell membre pel terç estat de Vermandois. Es va oposar als projectes del rei que volia revocar els edictes de pacificació i tolerància entre hugonots i catòlics, el resultat dels Estats va ser desfavorable iniciant-se així una cruenta lluita civil a França. François de França, duc d'Anjou el va agraciar amb els seus favors. A la mort d'aquest príncep (1584), es va haver de retirar a Laon, i es va acostumar a les funcions de procurador del rei.
El 1589, Laon es declararia favorable als Ligueurs (la Lliga, membres dels quals eren catòlics). En aquells moments el conflicte religiós era enorme per la pujada al tron d'un rei Enric IV de confessió protestant, cosa que feia exaltar als catòlics; però aviat, Bodin en va incitar els habitants a reconèixer Enric IV, el qual, acabat el conflicte es va fer catòlic però va ratificar els edictes de tolerància religiosa en favor dels hugonots protestants.
Bodin va morir de pesta a Laon el 1596.

## Pensament
El pensament de Bodin es projecta almenys en dues direccions:

### Pensament polític
Jean Bodin escriu i pensa en el context de les guerres de religió entre calvinistes (hugonotes) i catòlics de la França del XVI. Estima que perquè hi hagi prosperitat és necessari que hi hagi un poder fort que uneixi els interessos contraposats que hi ha en la societat (defensa de l'absolutisme). Estima que l'origen de l'autoritat està en el pacte que es dona entre les diverses famílies que componen les elits d'una societat, els qui es posen d'acord en una persona o institució que exerceixi l'autoritat i governi. Per això, el poder polític és resultat d'un pacte, però una vegada concretat aquest pacte, la persona que ostenti l'autoritat haurà de tenir tot el poder i ha de ser obeïda per tots. Bodin és partidari d'una autoritat forta que es faci obeir i sigui de facto obeïda. Sol una autoritat forta és capaç d'assegurar l'ordre, la seguretat i la prosperitat econòmica.
Ara bé, el sobirà ha de respectar les lleis divines, a l'Església i el bé de la societat. Si no ho fa, és legítim desobeir-lo, si bé s'oposa al tiranicidi. Sol acceptar el tiranicidi quan el governant és un usurpador. Cal tenir en compte que tot i que en la teoria de Bodin es defensa un fervent absolutisme, una monarquia absoluta, en l'època absolut s'entén com unitari, coherent i perfecte. Absolut no té la connotació que té ara. Així doncs, tot i creure en un poder monàrquic, està contrari a la tirania, és a dir, a la degradació del poder monàrquic (Aristòtil).
Déu és el fonament de la raó humana i de la naturalesa humana. I després els Homes es posen d'acord per buscar una autoritat. Per tant, Déu no és fonament de l'Estat de manera directa, encara que sí de manera indirecta. Per això l'Estat no ha d'estar determinat per l'Església, però sí que ha de respectar-la.
Existeixen diverses formes possibles de govern, tenint la clau en on es concentra la sobirania. Cadascuna d'elles es pot degradar i donar a lloc a un règim corrupte:
- a) En la democràcia el poble com a cos té el poder sobirà (que pot desembocar en la demagògia o populisme).
- b) En l'aristocràcia la sobirania és tinguda per la menor però millors parts del cos (que pot degenerar en una oligarquia).
- c) En la monarquia la sobirania es concentra en una persona (que pot degenerar, com hem dit, en una tirania).

Hi ha una monarquia tirànica, en la qual el rei governa sense tenir en compte les lleis naturals, i la monarquia no tirànica en la qual els reis obeeixen les lleis de la naturalesa i els súbdits les lleis del rei. Aquest tipus de monarquia és l'ideal per a Bodin. El Rei ha de tenir tot el poder a les seves mans (absolutisme) i tot ha d'estar sota el sobirà, qui no s'equivoca. Tots l'han d'obeir (absolutisme).
De totes maneres, la ideol·logia que podríem ubicar millor Bodin és en el concepte de l'època de monarquia mixta, en el qual l'Estat és la culminació del poder de la monarquia (rei), aristocràcia (consells reials), i democràcia (parlament). En l'escenari del moment, constitucionalisme (conjunt de lleis i costums, codis i drets) i absolutisme (monarquia perfecta i coherent) no entren en contradicció, es complementen.
Si l'obra que va construir la seva reputació van ser els seus Sis llibres de la República, es pot considerar que són l'origen del gran llibre L'Esperit de les lleis de Montesquieu.

### Pensament econòmic
El seu primer text sobre teoria monetària va ser una resposta a Monsieur de Malestroit, que havia pretès negar la pujada dels preus a llarg termini. En el seu escrit, Bodin sosté que els preus pugen a causa de diferents causes, les principals de les quals és l'augment de les quantitats existents d'or i plata (assenyalant, a més, la influència dels monopolis i altres causes). Aquest tractat econòmic reflecteix plenament l'ambient econòmic de l'època, on predomina el mercantilisme, No obstant, ja dona reflex d'un incipient economicisme burgès, de caràcter capitalista primitiu.
Bodin va buscar el primer reconèixer de la interrelació entre la quantitat de béns i la quantitat de diners en la circulació. Arribant els carregaments d'argent a Espanya des del bolivià (llavors peruà) el de Potosí estaven causant caos inflacionista a l'època. Bodin establia la fundació per a la "teoria quantitativa de diners." 
Publicat el 1568, el text va tenir gran influència en Europa. Per llarg temps va ser considerat com la primera exposició d'una teoria quantitativa dels diners. Però aquesta impressió ha estat qüestionada després del descobriment recent d'una construcció científica anterior sobre aquesta matèria, elaborada per pensadors de l'Escola de Salamanca (en concret, per Martín d'Azpilcueta), els qui havien descrit ja els efectes inflacionistes de la massiva importació de metalls. Alguns sostenen que és probable que Bodin hagi conegut les idees d'aquella escola espanyola (i assenyalen, en particular, que havia coincidit amb Martín d'Azpilcueta a la Universitat de Tolosa). No hi ha en tot cas el menor dubte de la gran importància de l'obra de Bodin.
El treball més famós de Jean Bodin fou escrit en 1576. Les idees als Sis Llibres sobre l'Estat (o Les Six livres de la République) sobre la importància de clima en la formació del caràcter d'un poble també eren influent, trobant un lloc prominent en l'obra del pensador italià contemporani Giovanni Botero (1544-1617) i més tard en filòsof francès el Baró de Montesquieu (1689-1755) en el determinisme climàtic. La definició clàssica de Bodin de sobirania és: "la puissance absolue et perpetuelle d'une Republique" (La sobirania és aquell poder absolut i perpetu inalienable en una mancomunitat). Les seves idees principals sobre sobirania es troben al capítol VIII i X del Llibre primer. Incloent-hi la seva declaració "El Príncep sobirà és només responsable de Déu".
En "Els sis llibres de la República" (en el sisè, en particular), Bodin fa una exposició de principis econòmics mercantilistes, advocant per l'establiment de limitacions a la sortida de matèries primeres i a la importació de manufactures no imprescindibles. Tanmateix, defensa el comerç internacional, sostenint que el benefici d'un no suposa necessàriament pèrdua per a cap altre.

## Historiografia
A França, Bodin era més notable com a historiador gràcies al seu Mètode per la Comprensió Fàcil de la Història. Escriu, "La història", és a dir, la narració veritable de les coses, hi ha tres classes realitats: la humà, la natural i la divina." Com a polític, Bodin contribuïa a la restauració de França com un estat modern i de nació forta.
En els seus relats, tot i ser de caràcter planer, tenen una important connotació religiosa i determinista que en l'època fou molt ben acceptada. El seu discurs providencialista ha sigut un dels principals marcs per a escriure història pels seus contemporanis. Tanmateix, de seguida van aparèixer les crítiques que a la llarga es farien cada cop més potents i prendrien més de pes. El discurs determinista quedà desvirtuat i rebutjat per una historiografia cada vegada més científica i els seus mètodes foren profundament censurats i aparcats.

## Sobre bruixeria
Un dels aspectes més foscos en la trajectòria de Bodin són els seus relats sobre bruixeria (La Démonomanie des Sorciers).
Bodin recomanava la tortura per intentar confirmar culpabilitat de bruixeria. Afirmava que ni tan sols una bruixa es podria erròniament condemnar si els procediments correctes se seguien, sent la sospita prou per turmentar l'acusat perquè els rumors pel que fa a bruixes eren gairebé sempre veritables. Alguns erudits han atribuït l'actitud de Bodin cap a anomenades bruixes com a part d'una estratègia de populista típica de mercantilisme.
Tanmateix, les seues tesis no han estat gaire escoltades, i només la religiositat més extrema se n'ha fet ressò. Cal tenir en compte que la Inquisició sí que ha seguit els seus preceptes.
L'Home del seu temps, s'ha interessat igualment a l'astrologia o encara en l'estudi dels dimonis. Bodin es va interessar per la demonologia. Va publicar el 1580 De la Desmonomania dels bruixots, dels quals es van fer diverses edicions sota el títol Plaga dels dimonis i dels bruixots. Hi defineix el bruixot com al que s'empeny a alguna cosa per mitjans diabòlics, recerca el que és la màgia, i intenta provar, en llargs discursos, que els bruixots tenen poders.
Hi tracta igualment mitjans de protecció i mitjans il·lícits per impedir els maleficis, així com mitjans d'ocupar-se dels bruixots, per reconèixer-los i de les proves que establissin el crim de bruixeria (Llibre IV). En aquesta obra - considerada com un dels millors sobre la bruixeria - Bodin expressa de fet les opinions del seu temps : creu en els pactes fets amb els dimonis, a l'evocació dels morts i a la copulació carnal amb els dimonis; preconitza doncs la tortura i l'eliminació en massa dels bruixots, i en allò s'oposa a Jean Wier.

## Obra i transcendència
Bodin concreta el “Mètode de la Història” aporta a l'humanisme jurídic un verdader fonament, i l'obra ha de ser classificada entre els grans clàssics del Renaixement. Amb l'altre gran llibre de Jean Bodin - Els sis llibres de la República - forma un conjunt coherent. Són les dues parts d'un mateix projecte. El primer descriu i interpreta, el segon teoritza, prescriu i proposa. Bodin intenta pensar el conjunt de l'evolució de les societats humanes en l'espai i en el temps, i ho aconsegueix de manera magistral. No interpreta els texts, sinó la Història dels homes perquè ell se'n tiri una ciència tan se la societat com de la política. L'exposició sobre la naturalesa de la República (l'Estat) de la qual l'existència es defineix per la sobirania s'ha fet un clàssic del pensament polític. Per a ell, l'Estat sobirà és més fort que les lleis civils i és únicament sotmès a les lleis naturals i divines.
El 1578, Jean Bodin publica dues obres: un de dret, l'altre d'economia. En el primer, titulat Iuris universi distibutio, que és una reflexió sobre l'essència del dret, estableix una sistematització del dret romà. En el segon, del qual el títol és Resposta a la paradoxa de Sr. de Malestroict tocant a l'encariment de totes les coses, i el mitjà de remeiar-ho, estableix una relació entre la pujada dels preus al segle xvi i l'aportació dels metalls preciosos d'Amèrica. És en aquesta obra que posa les bases de la Teoria quantitativa de la moneda, el que fa d'ell un dels primers defensors de la teoria del mercantilisme a França.

## Obres
- El Mètode per estudiar la Història (1566, en llatí)
- Paradoxes de Sr. de Malestroit tocant al fet de les monedes i l'enriquiment de totes les coses (1568)
- Els sis llibres de la República (París, 1576), que va traduir ell mateix en llatí : hi tracta el seu pensament bastant profundament, i es pronuncia a favor d'una monarquia temperada. Es té a vegades, però amb exageració, comparat aquesta obra a l'Esperit de les lleis de Montesquieu. Aquesta comparació rellotge a quina gens el llibre pot ser fundador en el seu domini : el dret polític.
- Iuris universi distibutio (1578), sistematització del dret romà i reflexió sobre la benzina|essència del dret
- Resposta a les paradoxes de Sr. de Malestroict tocant a l'enriquiment de totes les coses i el mitjà de remeiar-ho, (1578), on estableix una relació|report entre la pujada dels preus al segle xvi i l'aportació dels metalls preciosos d'Amèrica, obra que fa de Bodin un dels primers defensors de la teoria del mercantilisme a França.
- Desmonomania dels bruixots (1580, en francès), on sosté l'existència dels bruixots.
- Apologia o resposta per a la República de Bodin, (París, 1581)
- Amfiteatre de la naturalesa (1595)
- Universae naturae theatrum (1596)
- Colloquium heptaplomeres, obra escrita el 1587, però molt de temps queda manuscrit, diàleg on discuteix les diverses religions i sembla donar preferència al Deisme; aquesta obra no ha estat publicada més que el 1858, a Leipzig, per Ludwig Noack.

Les Obres de Jean Bodin han estat inscrites a l'Índex Librorum Prohibitorum per les autoritats de Ciutat del Vaticà a Roma.